# Sereges tölcsérgomba
A sereges tölcsérgomba (Infundibulicybe gibba) a kalaposgombák rendjén belül a pereszkefélék családjába tartozó gomba.

## Megjelenése
Kis termetű gomba, rendszerint seregesen terem, lomb- és fenyőerdőkben egyaránt, az avaron. Májustól októberig található meg. Érzékeny az időjárásra, neki megfelelő időben valóban seregesen jön elő, hidegebb időjárás, vagy szárazság idején azonban ritka. Kellemes, jellegzetesen fűszeres illata van.
Kalapja világos tejeskávé színű, néha rozsdás árnyalattal. A fiatal példányoknál domború, majd ellaposodik és tölcséres lesz. Bőre többnyire sima, széle ritkán hullámos. Jellemző átmérője 4–6 cm. Lemezei mélyen lefutók, keskenyek, sűrűn állók, a kalapnál világosabbak. Tönkje karcsú, vékony, rugalmas, színe a kalapéhoz hasonló. Magassága 4–6 cm körül van.
Húsa ritkán kukacosodik.
Spórája 5-7 x 3-4 µm méretű, spórapora fehér.

## Összetéveszthetősége
Azonos termőterülete miatt a rozsdasárga tölcsérgombával téveszthető össze, az azonban ritkán terem a sereges tölcsérgombával egyszerre, rendszerint ősszel terem. Esetleg még a súlyosan mérgező mezei tölcsérgombával lehet összetéveszteni, az azonban sárgásfehér színű és nem az erdőben, hanem patakparton, mezőkön és legelőkön terem.